# Ольбернгау
Ольбернгау (нім. Olbernhau) — місто в Німеччині, розташоване в землі Саксонія. Входить до складу району Рудні Гори.
Площа — 125,36 км2. Населення становить 10 694 ос. (станом на 31 грудня 2020).